# Ерншельдсвік (комуна)
Комуна Ерншельдсвік (швед. Örnsköldsviks kommun) — адміністративно-територіальна одиниця місцевого самоврядування, що розташована в лені Вестерноррланд у північній Швеції на узбережжі Ботнічної затоки.
Ерншельдсвік 15-а за величиною території комуна Швеції. Адміністративний центр комуни — місто Ерншельдсвік.

## Населення
Населення становить 54 969 чоловік (станом на вересень 2012 року). 
| Кількість населення комуни Ерншельдсвік за 1970-2010 роки | Кількість населення комуни Ерншельдсвік за 1970-2010 роки | Кількість населення комуни Ерншельдсвік за 1970-2010 роки | Кількість населення комуни Ерншельдсвік за 1970-2010 роки | Кількість населення комуни Ерншельдсвік за 1970-2010 роки |
| --------------------------------------------------------- | --------------------------------------------------------- | --------------------------------------------------------- | --------------------------------------------------------- | --------------------------------------------------------- |
| Рік                                                       |                                                           |                                                           | Населення                                                 |                                                           |
| 1970                                                      | 1970                                                      |                                                           | 60 374                                                    | 60 374                                                    |
| 1975                                                      | 1975                                                      |                                                           | 60 378                                                    | 60 378                                                    |
| 1980                                                      | 1980                                                      |                                                           | 60 552                                                    | 60 552                                                    |
| 1985                                                      | 1985                                                      |                                                           | 59 891                                                    | 59 891                                                    |
| 1990                                                      | 1990                                                      |                                                           | 59 379                                                    | 59 379                                                    |
| 1995                                                      | 1995                                                      |                                                           | 58 246                                                    | 58 246                                                    |
| 2000                                                      | 2000                                                      |                                                           | 55 702                                                    | 55 702                                                    |
| 2005                                                      | 2005                                                      |                                                           | 54 943                                                    | 54 943                                                    |
| 2010                                                      | 2010                                                      |                                                           | 55 073                                                    | 55 073                                                    |
| Джерело: SCB                                              |                                                           |                                                           |                                                           |                                                           |

## Населені пункти
Комуні підпорядковано 19 міських поселень (tätort) та 29 сільських, більші з яких:
- Ерншельдсвік (Örnsköldsvik)
- Кепмангольмен (Köpmanholmen)
- Нетра (Nätra)
- Гусум (Husum)
- Домше (Domsjö)
- Бредбин (Bredbyn)
- Бйорна (Björna)
- Б'єста (Bjästa)
- Глімот (Gimåt)
- Меллансель (Mellansel)
- Евергернос (Överhörnäs)

## Міста побратими
Комуна підтримує побратимські контакти з такими муніципалітетами:
- Комуна Сігдал, Норвегія
- Еенекоскі, Фінляндія
- Бранде, Данія
- Гварегерді, Ісландія
- Тарп, Німеччина

## Галерея

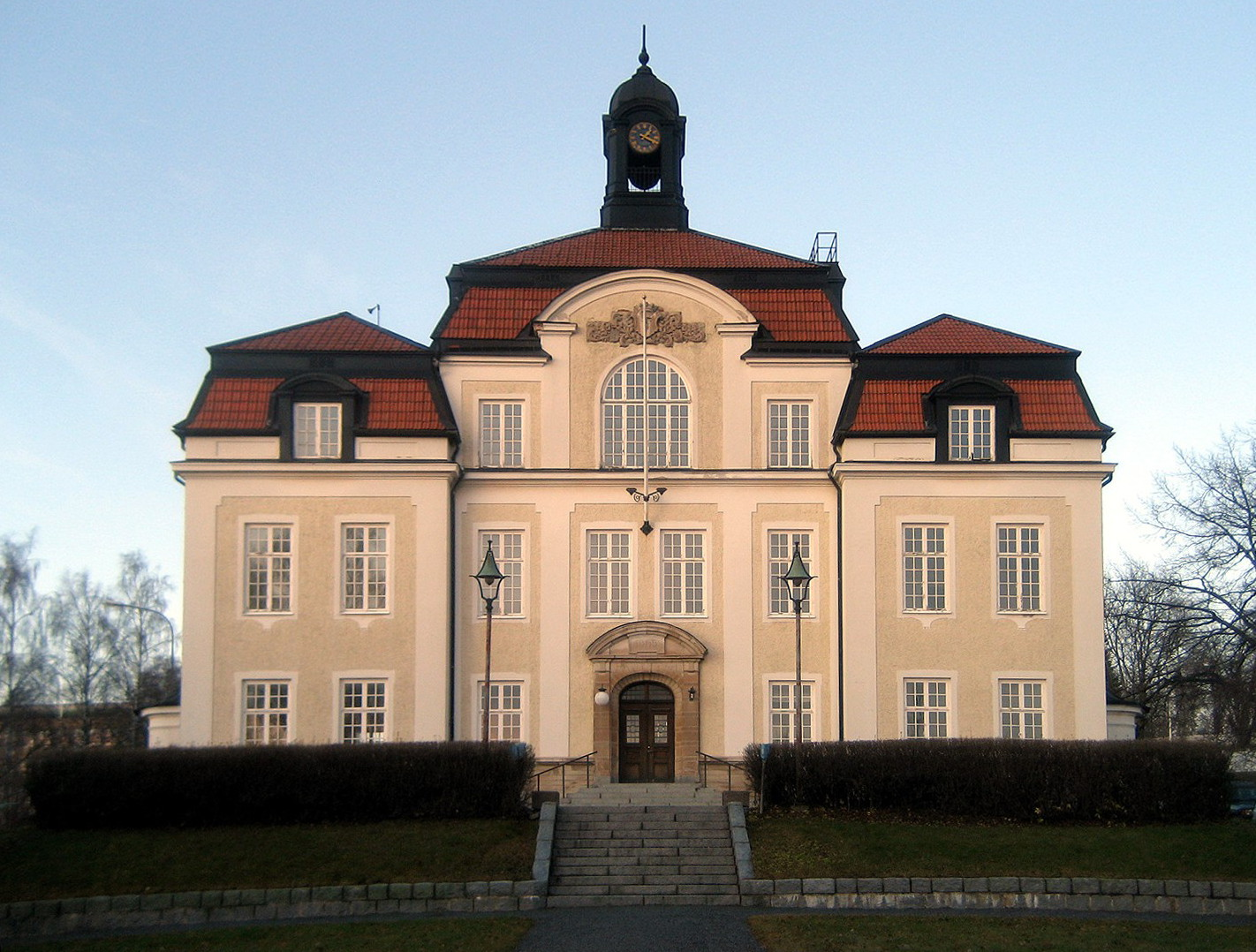
Ратуша (Ерншельдсвік)
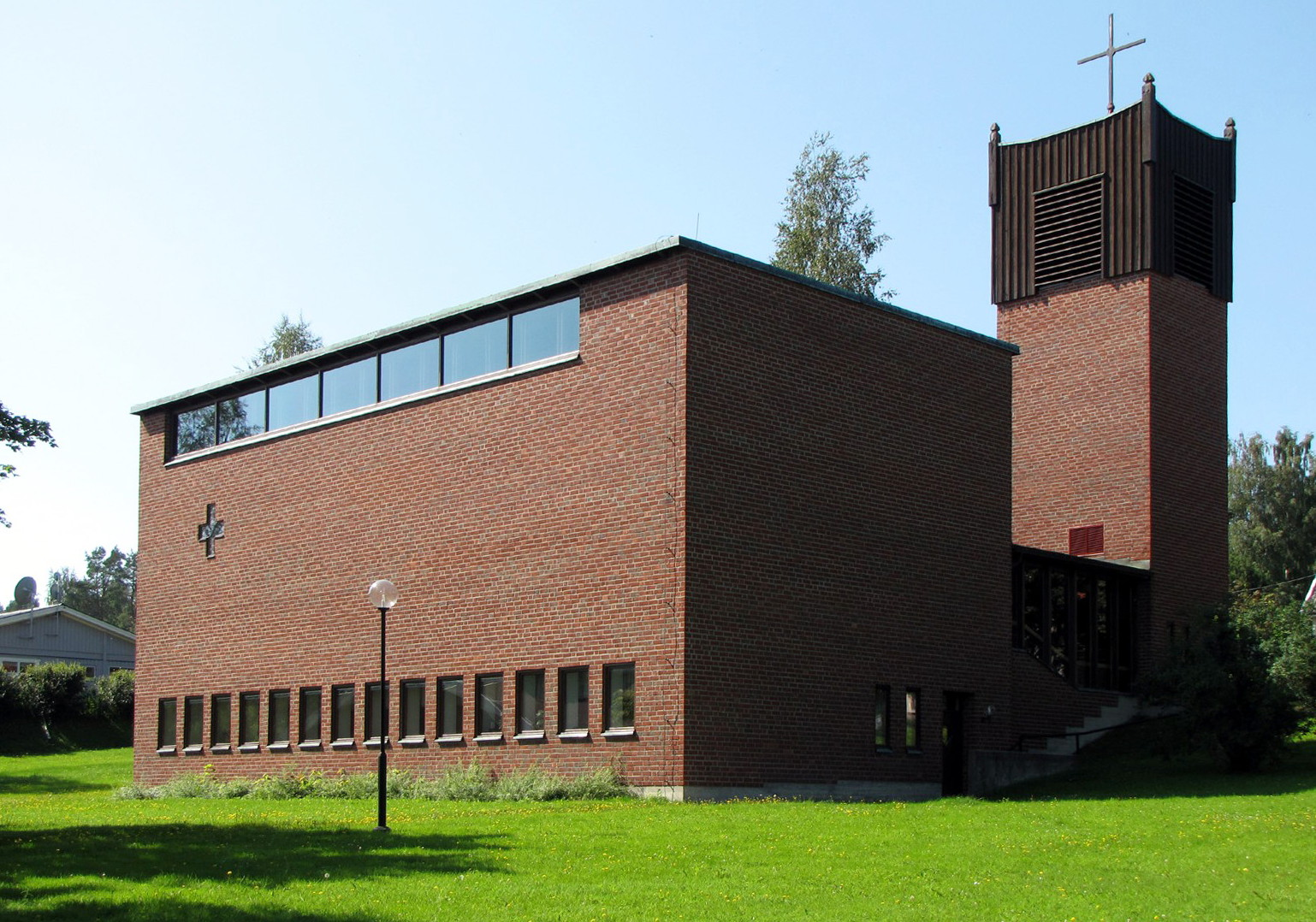
Церква (Домше)
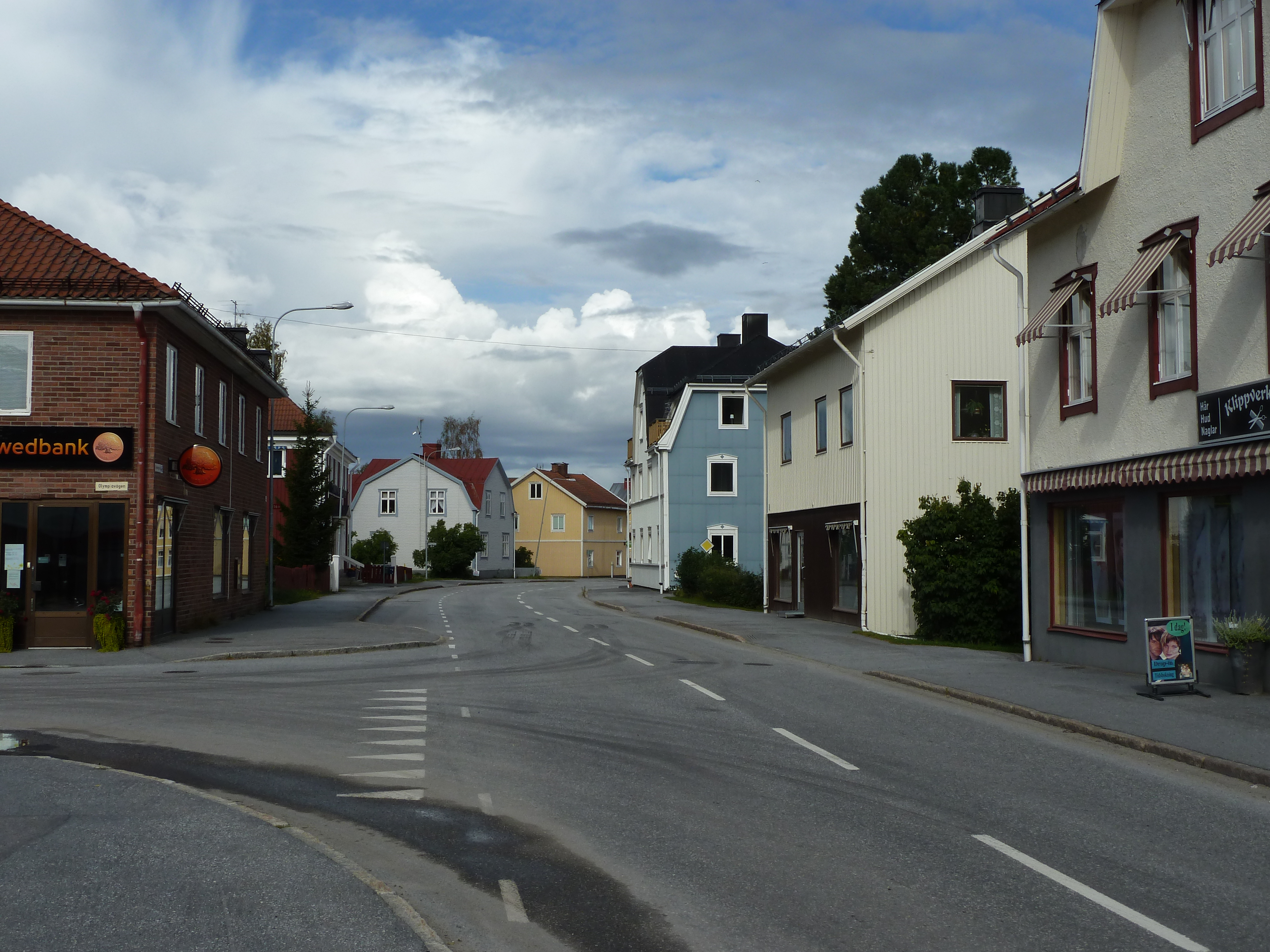
Містечко Бредбин
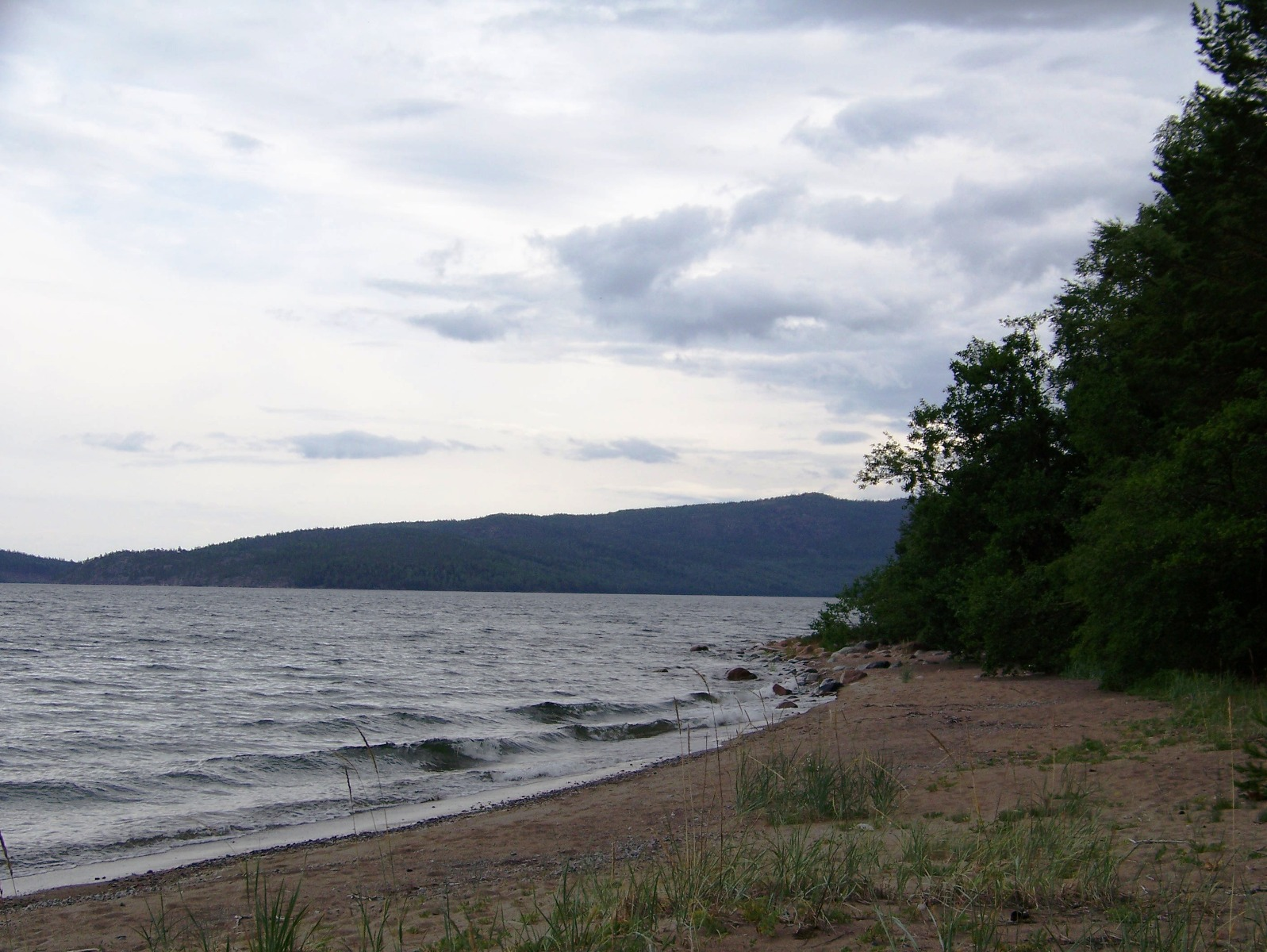
Національний парк Скулескоген